# Альфред Венц
Альфред Еміль Венц (нім. Alfred Emil Wenz; 1 грудня 1919, Карлсруе — 19 вересня 1944) — німецький снайпер, гауптман (капітан) резерву. Кавалер Лицарського хреста Залізного хреста (посмертно).

## Біографія
Служив у 435-му піхотного полку.
18 вересня 1944 року на південь від Риги радянські війська прорвали плацдарм. Для контратаки відправили 435-й піхотний полк. У бою загинули всі офіцери 2-го батальйону, за винятком Венца, важко пораненого вранці. Венц був сильно ослаблений травмою, але добровільно покинув лазарет і взяв командування батальйоном на себе. Бійці батальйону змогли завдати ворогу серйозних втрат і відкинути його далеко назад, але оборона з правого флангу була прорвана. Венц це побачив і разом з 10 гренадерами напав на позиції радянських солдатів, вступивши у двогодинний ближній бій. Венц особисто захопив у полон 17 солдатів, його бійці захопили 21 кулемет як трофеї. Незважаючи на майже повне виснаження і гарячку, Венц командував батальйоном, доки не знайшли заміну.
Наступного Альфреда Венц помер від важких поранень. Похований на цвинтарі Гельденфрідгоф в Томі, Латвія (приблизно 35 км на південний схід від Риги).

## Звання
- Обер-гренадер (1 грудня 1940)
- Єфрейтор (1 червня 1940)
- Унтер-офіцер (1 липня 1942)
- Фельдфебель (1 грудня 1942)
- Лейтенант (1 грудня 1942)
- Обер-лейтенант резерву (1 травня 1944)
- Гауптман (капітан) резерву (1 вересня 1944)

## Нагороди
- Медаль «За будівництво оборонних укріплень» (1 листопада 1939)
- Залізний хрест 2-го класу (19 лютого 1942) — як єфрейтор 9-го батальйону 435-го піхотного полку.
- Штурмовий піхотний знак в сріблі (1 квітня 1942) — як єфрейтор 9-го батальйону 435-го піхотного полку.
- Медаль «За зимову кампанію на Сході 1941/42» (18 серпня 1942) — як лейтенант 11-го батальйону 435-го піхотного полку.
- Нагрудний знак «За поранення» в чорному (1 січня 1943) — як лейтенант 11-го батальйону 435-го піхотного полку.
- Відзнака снайпера 1-го ступеня (23 червня 1943) — як лейтенант 1-го батальйону 435-го піхотного полку; нагороджений командуванням 215-ї піхотної дивізії разом із 17 іншими снайперами за 20 підтверджених знищень ворога.
- Залізний хрест 1-го класу (1 січня 1944) — як лейтенант 11-го батальйону 435-го піхотного полку.
- Нагрудний знак ближнього бою
  - В бронзі (12 квітня 1944) — як лейтенант 11-го батальйону 435-го піхотного полку.
  - В сріблі (29 серпня 1944) — як обер-лейтенант і командир 7-го батальйону 435-го піхотного полку.
- Сертифікат Пошани Головнокомандувача Сухопутних військ Вермахту (17 травня 1944) — як лейтенант і командир 11-го батальйону 435-го піхотного полку за заслуги у боях біля Кропивинки 2-4 квітня 1944 року.
- Почесна застібка на орденську стрічку для Сухопутних військ (17 травня 1944) — як лейтенант і командир 11-го батальйону 435-го піхотного полку за заслуги у боях біля Кропивинки 2-4 квітня 1944 року.
- Лицарський хрест Залізного хреста (21 вересня 1944) — як обер-лейтенант і командир 7-го батальйону 435-го піхотного полку; нагороджений посмертно.